# Radmila (inslagkrater)
Radmila is een inslagkrater op de planeet Venus. Radmila werd in 1997 genoemd naar Radmila, een Servo-Kroatische meisjesnaam.
De krater heeft een diameter van 5,2 kilometer en bevindt zich in het quadrangle Atalanta Planitia (V-4).